# 東京富士大学短期大学部
東京富士大学短期大学部（とうきょうふじだいがくたんきだいがくぶ、英語: Tokyo Fuji University Junior College）は、東京都新宿区高田馬場3-8-1に本部を置いていた日本の私立大学である。1951年に設置され、2016年に廃止された。大学の略称は富士短。

## 概観

### 学校全体
1951年、富士短期大学として設置された。通学課程による昼間部・夜間部にそれぞれ2学科と通信教育課程1学科が置かれていた。
2002年、東京富士大学の設置により東京富士大学短期大学部と改組。これに伴い、短期大学としての規模は昼間部1学科のみに規模縮小された。
2016年に廃止された。

### 建学の精神（校訓・理念・学是）
- 東京富士大学短期大学部における建学の趣旨
  - 大愛の涵養に努ること
  - 正義の顕揚を図ること
  - 文化の向上に資すること

### 教育および研究
- 東京富士大学短期大学部にはビジネス学科が置かれ、ビジネス社会で有用なカリキュラムが設定されていた。

### 学風および特色
- 資格取得、ボランティア活動による単位認定システムの導入がなされていた。

## 沿革
- 1943年5月 東亜学院創立
- 1944年
  - 3月 東亜学院設置認可
  - 4月 大東亜学院と校名変更
- 1945年10月 大東学院と校名変更
- 1946年4月 大世学院と校名変更
- 1947年12月 財団法人大世学院設置認可
- 1951年
  - 3月 学校法人富士短期大学設置認可。富士短期大学（ふじたんきだいがく）経済科第I部設置認可
  - 4月 富士短期大学（ふじたんきだいがく）開学。経済科I部設置
- 1953年
  - 1月 経済科第II部設置認可
  - 4月 経済科第II部設置
- 1962年12月 企業経営科第I部、第II部の設置認可
- 1963年4月 企業経営科第I部・第II部を設置
- 1968年
  - 2月 経済科に通信教育部設置認可
  - 4月 経済科に通信教育部設置（入学定員を1,000名とする）
- 1969年4月 経済科を経済学科に、企業経営科を企業経営学科に改称
- 1977年4月 企業経営学科を経営学科に改称
- 2001年12月 法人名を東京富士大学に変更
- 2002年4月 東京富士大学の開学に伴い東京富士大学短期大学部と改組、経済学科第I部・第II部、経営学科第II部、経済学科通信教育部の学生募集停止
- 2004年3月 東京富士大学短期大学部経済学科第I部・第II部、経営学科第II部、経済学科通信教育部を廃止
- 2008年4月 経営学科をビジネス学科に改称
- 2012年 東京富士大学短期大学部の学生募集を平成25年度（2013年度）より停止し、2013年4月に新設する東京富士大学経営学部イベントプロデュース学科へと発展的解消を図ることを、東京富士大学理事長、東京富士大学学長の連名で公示
- 2013年4月 学生募集停止
- 2016年8月31日 廃止認可

## 基礎データ

### 所在地
- 本部キャンパス（東京都新宿区高田馬場3-8-1）

### 交通アクセス
- JR山手線高田馬場駅下車。

### 象徴
- 東京富士大学短期大学部のカレッジマークは富士山をイメージしている。

## 教育および研究

### 組織

#### 学科
- ビジネス学科

##### 学科の変遷
- 企業経営科 → 経営学科
  - I部 → 経営学科 → ビジネス学科
  - II部：募集は2001年度まで
- 経済科 → 経済学科：以下、募集はいずれも2001年度まで。
  - I部
  - II部
  - 通信教育部

#### 専攻科
- なし

#### 別科
- なし

##### 取得資格について
- かつて、経済学科と経営学科に教職課程として中学校教諭二種免許状（職業）が設けられていた。

#### 附属機関
- 東京富士大学短期大学部図書館
- 経営研究所：1995年設立。
- 税務会計研究所

### 研究
- 『富士論叢』・『月報富士』などの刊行物がある。

### 教育
- 社会人の学び直しニーズ対応教育推進プログラム
  - 「経理実務者養成プログラム」において2007年に採択されている。

## 学生生活

### 部活動・クラブ活動・サークル活動
- 東京富士大学短期大学部のクラブ活動（富士短期大学から活動していた活動を含む）
  - 体育系：空手道・サッカー・バスケットボール・スケートほか
  - 文化系：簿記・音楽・英会話ほか

### 学園祭
- 東京富士大学短期大学部の学園祭は「富士祭」と呼ばれ、富士短期大学の時分から毎年、概ね11月に実施されていた。

## 歴代学長
- 勝俣銓吉：初代学長
- 中村佐一：第3代学長
- 岡村一成：現学長

## 著名な出身者

### 政治
- 小山千帆（衆議院議員）
- 大平悦子（元新潟県魚沼市長）
- 野崎孝男（中華民国行政院政務顧問、元練馬区議会議員）

### 文化
- 池田大作（創価学会第3代会長・名誉会長、創価学会インタナショナル会長）
- 前田大作（元日本スポーツ出版社代表取締役）
- 稲葉禄子（女流囲碁棋士）

### 芸能
- 吉野公佳（女優、グラビアアイドル）
- 津島亜由子（フリーアナウンサー）
- 京極雅美（フリーアナウンサー）

### スポーツ
- 佐藤翔治（バドミントン選手）
- 佐々木翔（バドミントン選手。卒業後、リオデジャネイロオリンピックに出場）
- 枝野とみえ（卓球選手）

## 施設

### キャンパス
- 短期大学部独自のキャンパスはなく、全て大学と共同使用されていた。

### 寮
- 東京富士大学短期大学部の学生寮は、1957年に「富士学生寮」として竣工された。1980年には「富士短期大学学生寮」として竣工された。

## 対外関係

### 他大学との協定

#### 日本
- 東京都私立短期大学協会コンソーシアム

## 附属学校その他
- かつて、1973年4月の入学者数が57名に激減していた岩手県の花巻商業高等学校の救済に動き、1975年9月1日より1982年3月31日に至る6年6か月間、富士短期大学附属花巻高等学校の呼称で付属校としていたが、同校は地元の谷村学院高等学校に吸収合併される形で1982年4月より学校法人谷村学院傘下の花巻東高等学校となり、1984年8月には花巻市長が第二代理事長に就任。谷村学院は1998年4月に学校法人名を花巻学院に改称した。
- 同様に岩手県にある富士大学の設立時、当時富士短大理事長だった二上仁三郎は、学校法人富士大学の理事長にあった。東京富士大学との関係は後に切れている。